# Vira (danse)
Pour les articles homonymes, voir Vira.

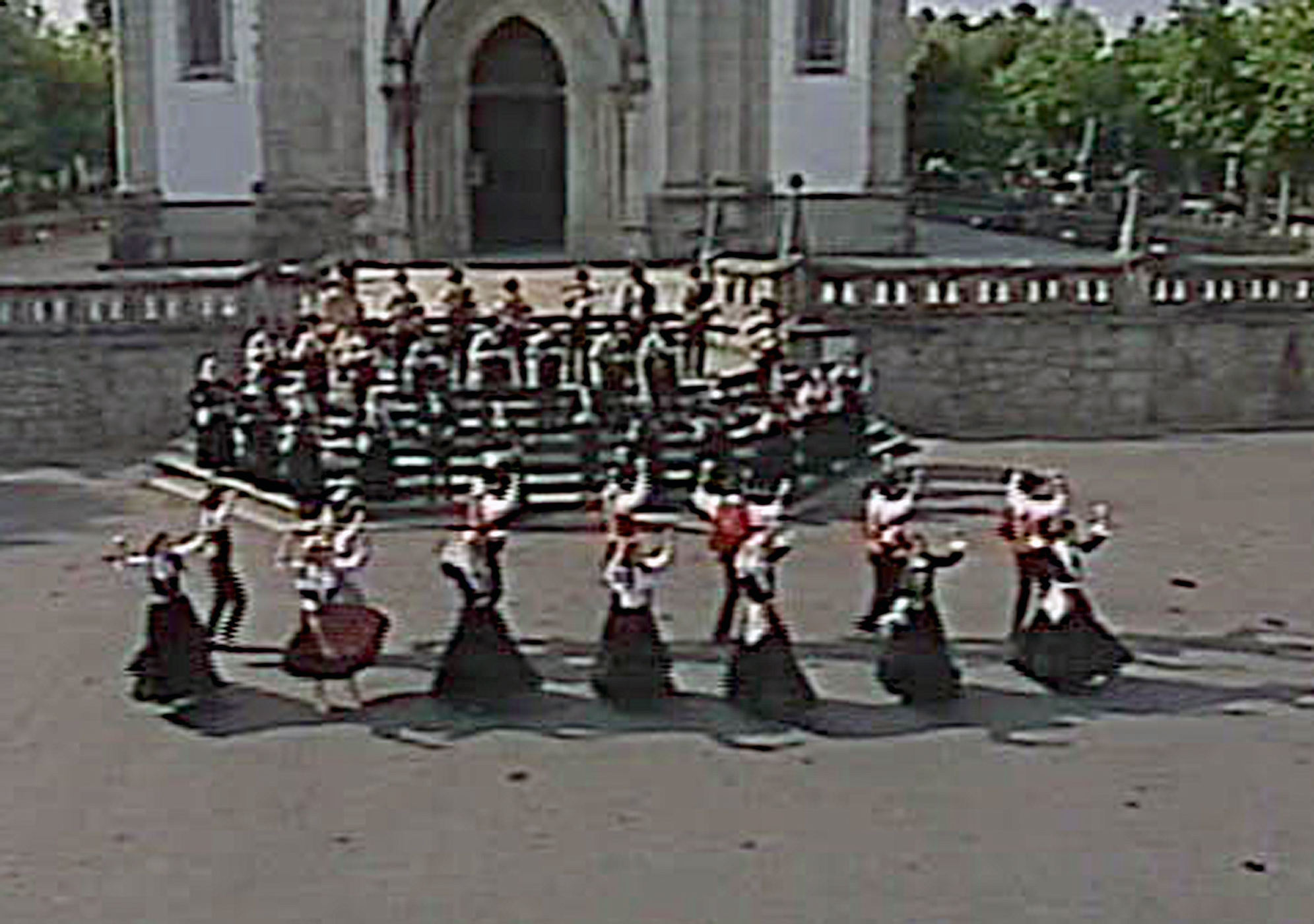
Le vira do Minho

Le Vira (en portugais, o vira est masculin) est une danse traditionnelle portugaise en 3 temps, originaire de la région du Minho mais répandue jusqu'à Lisbonne.
Cette valse rurale vive apparaît au XVIIIe siècle et se danse en couple. Elle est accompagnée d'instruments et d'un ou de plusieurs chanteurs.
Le vira « de base », appelé vira geral, s'exécute en couple, face au partenaire, bras levés (les bras de l'homme entourant ceux de la femme). Il est composé d'un refrain où les partenaires tournent ensemble (révolution sur un cercle commun + rotation des partenaires l'un autour de l'autre), sans quitter la position vis-à-vis. Suit un couplet (ou figure), chaque fois différent, où les partenaires exécutent des pas soit face à face, soit latéralement (en miroir ou chacun dans sa direction).
Il existe une grande variété de viras :
- le vira corrido, composé de pas courus et de tours rapides
- le vira valseado, constitué par un cercle de couples
- le vira de cruz, dansé par deux couples disposés en croix.